# Milan Horáček
Milan Horáček (* 30. října 1946 ve Velkých Losinách) je německý politik českého původu.

## Vzdělání a práce
Vyučen elektromontérem a jako „politicky nespolehlivý“ odveden k silničním jednotkám (bývalý PTP). Z bývalého Československa odešel po srpnové invazi vojsk Varšavské smlouvy do Německa, kde se zapojil do exilové práce ve spolku „Cesty 68“. V exilu se živil jako elektromontér, spolupracovník časopisu Gewerkschafter a vydavatel německé mutace časopisu Listy, který vycházel v kooperaci s československými exulanty. V letech 1976–1981 studoval politologii na Univerzitě Johanna Wolfganga von Goethe ve Frankfurtu nad Mohanem.

## Strana zelených
Od poloviny 70. let se podílel na vzniku Strany zelených v Německu a spolupracoval mj. s Rudi Dutschkem, Josephem Beuysem, Petrou Kelly, Heinrichem Böllem, Danielem Cohn-Benditem a Joschkou Fischerem. Mezi roky 1981 až 1983 byl městským zastupitelem ve Frankfurtu, v letech 1983–1985 poslancem Spolkového sněmu jako referent pro zahraničí a bezpečnostní politiku, lidská práva a východní Evropu.

### Nadace Heinricha Bölla
V letech 1991 až 2004 působil jako vedoucí Nadace Heinricha Bölla (nejprve v Praze, později v Bonnu). Jako zakladatel české pobočky přivedl za léta působení do ČR více než 100 mil. Kč na projekty pro nevládní sektor.

### Evropský parlament
V letech 2004 až 2009 byl poslancem Evropského parlamentu za stranu Bündnis 90/Die Grünen. Byl členem lidsko-právního, zahraničního a zemědělského výboru, dále členem delegace Evropská unie-Chorvatsko a zastupujícím členem delegace EU-Ukrajina a EU-Bělorusko. Působil též v Intergroup Tibet a v Intergroup pro tradiční a národnostní menšiny.
V evropských volbách v roce 2009 neúspěšně kandidoval do Evropského parlamentu z 5. místa kandidátky české Strany zelených.